# Aprígio
José Aprígio da Silva (Palmeira dos Índios , 17 de novembro de 1951), mais conhecido como Aprígio, é um administrador e político brasileiro, filiado ao PODE. É o ex-prefeito de Taboão da Serra, no estado de SP.

## Carreira política
Exerceu o cargo de deputado estadual pelo estado de São Paulo entre 15 março de 2019 e 31 de dezembro de 2020.
Nas eleições de 2020, foi eleito prefeito da cidade de Taboão da Serra derrotando o candidato do PSDB,  Engenheiro Daniel.

## Tentativa de assassinato
Em 18 de outubro de 2024, em pleno segundo turno das eleições municipais, Aprígio voltava de uma visita a uma obra na avenida Aprígio Bezerra da Silva, que leva o nome de seu pai, quando um carro emparelhou com o blindado do prefeito e ao menos cinco tiros foram efetuados.
O prefeito estava em um carro blindado e foi ferido na clavícula, segundo informações iniciais. Ele estava acompanhado pelo motorista, fotógrafo e um secretário. A assessoria da campanha do candidato afirma que ele foi levado à UPA Akira Tada e depois transferido para o hospital Albert Einstein, na Zona Sul de São Paulo. Ele estava consciente.
No domingo, 20 de outubro, a assessoria informou que ele seguia internado na UTI, sem previsão de alta, mas respirando sem a ajuda de aparelhos. A polícia civil segue investigando o crime, mas o delegado responsável afirma ainda não ter convicção da motivação.
Em 17 de fevereiro de 2025, a Polícia Civil de São Paulo e o Ministério Público (MP) concluíram que a tentativa de homicídio cometida contra o então prefeito de Taboão da Serra, José Aprigio, durante a campanha eleitoral de 2024. A defesa de Aprigio alegou inocência. Segundo a PM de São Paulo e o MP, ao menos nove pessoas, incluindo três secretários de Aprigio à época, estão envolvidos diretamente no planejamento da simulação de um ataque a Aprigio. No mesmo dia, uma operação da Delegacia Seccional e da Promotoria da cidade foi realizada para tentar prender alguns dos envolvidos na fraude.
Em 24 de março de 2025, o Ministério Público de São Paulo (MP-SP) denunciou cinco pessoas, incluindo dois atiradores, por tentativa de homicídio com quatro qualificadoras por um ataque forjado contra o então prefeito e candidato à reeleição de Taboão da Serra, José Aprígio, do Podemos, durante a campanha eleitoral de 2024.